# Agens
Agens (den agerende, den udførende, agenten) er en grammatisk betegnelse for det logiske subjekt i en passiv sætning. Sætningens agens udfører den handling, der udtrykkes ved verballeddet.
I den aktive sætning Englænderne bombarderede København er englænderne sætningens subjekt (grundled) og også den udførende.
Det samme udsagn lyder i passiv: København blev bombarderet af englænderne. Her er København subjekt, men det logiske subjekt er englænderne, der udfører handlingen og derfor kaldes agens.
I valensgrammatik siger man, at agens har en leksikalsk styret semantisk rolle, agentiv.